# Salele (Maudemo)
Salele ist ein Dorf im Südwesten von Osttimor. Es bildet das Siedlungszentrum des Sucos Maudemo (Verwaltungsamt Tilomar, Gemeinde Cova Lima) und wird aus den Ortsteilen Caicoli und Besac Oan (Mesak Oan) gebildet. Der Ort Maudemo liegt östlich von Salele im Suco Casabauc. Die Küste der Timorsee mit dem Salele Beach erreicht man auf einer kleinen Straße etwa einen Kilometer weiter südlich.

## Einrichtungen
Salele verfügt über eine Grundschule, eine Schule zur Vorbereitung auf die Sekundärstufe, ein kommunales Gesundheitszentrum (Centro Saúde Salele) und seit 2012 einen Stützpunkt der osttimoresischen Grenzpolizei (UPF). Mittwochs findet in Salele ein Wochenmarkt statt. Die Politikerin Gertrudes Araújo Moniz war von 1995 bis 1996 stellvertretende Direktorin der Escola Pré-Secundária.
Die Kirche Santo António Maria Claret befindet sich im Nordosten der Siedlung.

## Geschichte

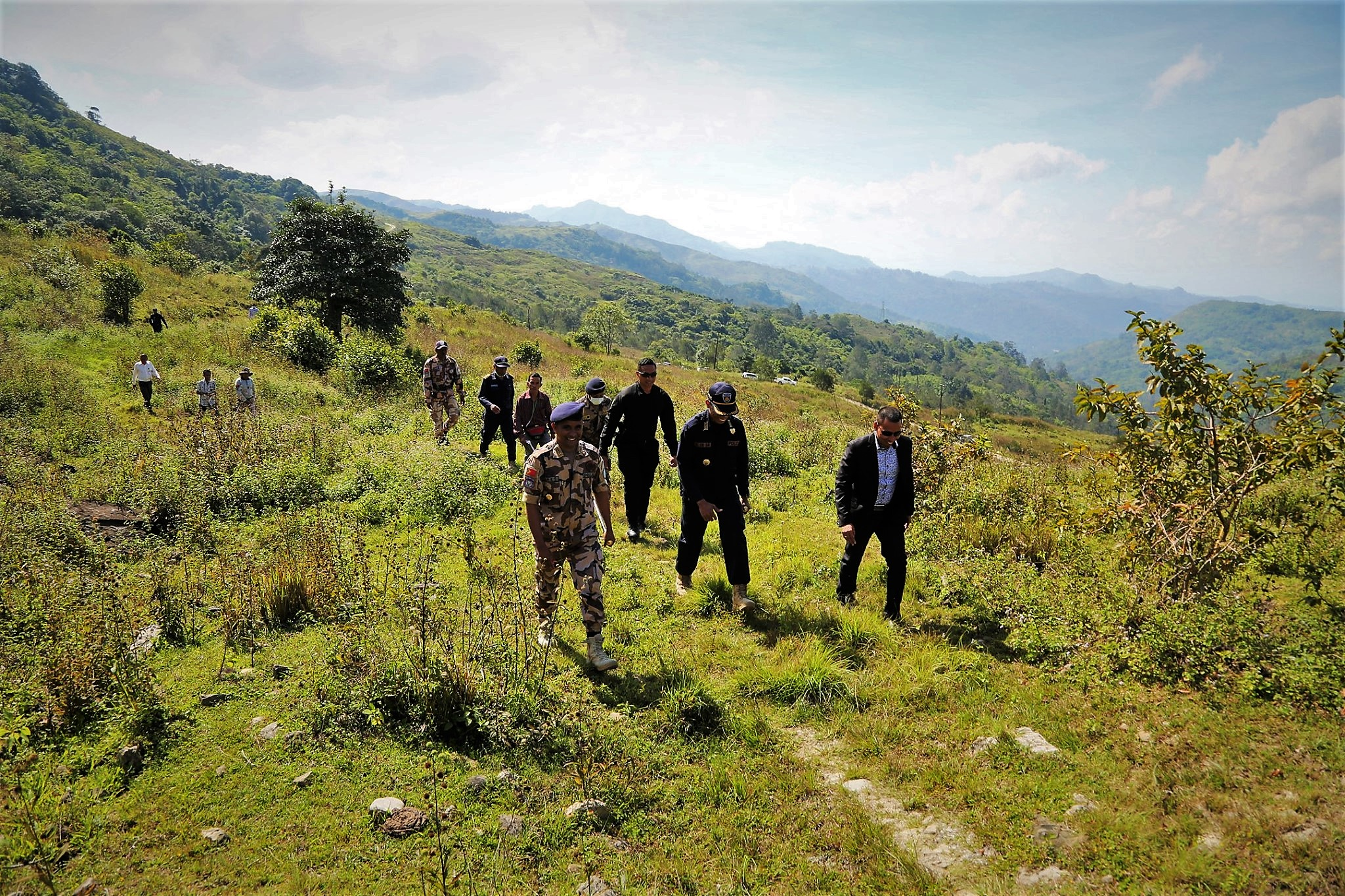
UPF-Polizisten bei Salele

Ende 1975 begann die Besetzung Osttimors durch Indonesien. Viele Einwohner wurden zur besseren Kontrolle durch die Besatzungsmacht zwangsumgesiedelt. Salele ist eine solche Neusiedlung. So kamen die Bunak im Flachland Maudemos aus nördlichen Sucos Cova Limas, wie Fatululic und Taroman. Offizielles Ziel war ein Entwicklungsprogramm für den Reisanbau. Umsiedlungslager gab es Ende 1979 unter anderem auch in Kuitaok.
Im Umfeld des Unabhängigkeitsreferendums in Osttimor 1999 kam es auch im Verwaltungsamt Tilomar zu Gewalttaten. Die daran beteiligte pro-indonesische Miliz Laksaur hatte in Salele ihre Basis. Maternus Bere, Sub-Commander der Laksaur, übergab im Juni 2012 drei Heiligenstatuen an Gläubige in Salele. Die Figuren waren von Flüchtlingen 1999 nach Kupang im indonesischen Westtimor gebracht worden. Gleichzeitig drückte Bere seinen Wunsch aus, nach Osttimor zurückkehren zu können.